# Nate Ebner
Pour les articles homonymes, voir Ebner.
(en) Statistiques sur pro-football-reference
Nate Ebner, né le 14 décembre 1988 à Dublin, est un sportif américain qui joue au football américain et au rugby à sept. Il évolue au poste de safety en football américain, avec les Giants de New York. En rugby à sept, il compte plusieurs sélections en équipe nationale.

## Biographie

### Carrière junior
Ebner étudie à l'Hilliard Davidson High School (en), où il joue en tant que joueur de rugby à XV. Pendant ces années, il est sélectionné en équipe nationale en catégorie des moins de 19 ans, puis des moins de 20 ans ; il est nommé des éditions 2007 et 2008 du championnat du monde junior. À 17 ans, il devient le plus jeune joueur sélectionné avec l'équipe nationale à sept,.

### Carrière universitaire
Ebner étudie à l'université d'État de l'Ohio, où il continue de pratiquer le rugby à XV. Il joue ensuite au football américain avec l'équipe des Buckeyes d'Ohio State,.

### Carrière professionnelle de football américain
Ebner est sélectionné par les Patriots de la Nouvelle-Angleterre lors de l'édition 2012 de la draft, en tant que 197e choix au 6e tour,.
Il remporte avec les Patriots les Super Bowl XLIX, et LI,.
À l'intersaison 2020, il quitte la Nouvelle-Angleterre et rejoint les Giants de New York afin de suivre Joe Judge (en), ancien coordinateur des équipes spéciales des Patriots et nouvel entraîneur en chef des Giants.

### Carrière professionnelle de rugby
b Matchs officiels uniquement.
Dernière mise à jour le 22 mars 2017.
En marge de sa prolongation de son contrat avec les Patriots en mars 2015 à l'issue du Super Bowl, Ebner se voit accorder par son club le droit d'évoluer avec l'équipe nationale à sept en vue des Jeux olympiques de 2016 à Rio de Janeiro, bien que sa sélection finale ne soit pas encore garantie. Le sélectionneur Mike Friday (en) concède à ce moment qu'« Ebner a 20 % de chances de venir avec [eux] aux JO ». Les performances d'Ebner pendant les World Rugby Sevens Series, notamment lors du tournoi de Hong Kong, jouent en sa faveur.
Il est finalement retenu dans l'effectif final pour disputer le tournoi masculin des Jeux olympiques. Il intègre alors le cercle fermé des joueurs ayant à la fois remporté le Super Bowl et participé aux Jeux olympiques, mais également le premier à réaliser ces deux performances la même année. À l'issue des Jeux olympiques, Ebner retourne chez les Patriots en vue de la saison de NFL comme convenu.
Alors qu'il s'est recentré sur sa carrière de football américain, Ebner et son coéquipier Patrick Chung investissent en 2020 en tant qu'actionnaires minoritaires au capital des Free Jacks de la Nouvelle-Angleterre, franchise de Major League Rugby récemment créée.
En mars 2021, il intègre le groupe de pré-sélection d'une trentaine de joueurs avec l'objectif d'être retenu dans l'effectif final de l'équipe nationale à sept, dans le cadre des Jeux olympiques à Tokyo ; il entreprend son retour avec l'accord de son équipe de NFL, les Giants. Néanmoins, sa période de rééducation après une opération destinée à soigner une blessure de la saison 2020 de NFL ne lui permet pas de revenir sur les terrains suffisamment tôt ; Ebner déclare forfait au mois de juin.